# Келермеська
Келермеська (рос. Келермесская; адиг. Къэлэрмэз) — станиця Гіагінського району Адигеї Росії. Входить до складу Келемерського сільського поселення.
Населення —  2771 осіб (2015 рік). 